# Buena (Nova Jérsei)
Buena é um distrito localizado no estado americano de Nova Jérsei, no Condado de Atlantic.

## Demografia
Segundo o censo americano de 2000, a sua população era de 3873 habitantes. 
Em 2006, foi estimada uma população de 3804, um decréscimo de 69 (-1.8%).

## Geografia
De acordo com o United States Census Bureau tem uma área de 
19,7 km², dos quais 19,7 km² cobertos por terra e 0,0 km² cobertos por água. Buena localiza-se a aproximadamente 34 m acima do nível do mar.

## Localidades na vizinhança
O diagrama seguinte representa as localidades num raio de 16 km ao redor de Buena. 